# John Tate (boxe anglaise)
Pour les articles homonymes, voir John Tate (mathématicien) et Tate.
John Tate est un boxeur américain, né le 29 janvier 1955 et mort le 9 avril 1998.

## Carrière

### Carrière amateur
Ayant combattu 25 fois en amateur en 1975 et 1976, pour un palmarès de 19 victoires et 6 défaites, John Tate remporte la médaille de bronze aux Jeux olympiques de Montréal de 1976.

### Débuts professionnels
Il combat en professionnel pour la première fois le 7 mai 1977. A la fin 1978, invaincu, il affiche un palmarès de 17 victoires dont 14 avant la limite, ayant battu d'autres espoirs précédemment invaincus comme Eddie Lopez ou Bernardo Mercado. Il est désormais classé 4e par la WBA. 
Le 17 février 1979, dans un combat éliminatoire pour le titre de champion du monde, il est opposé à l'expérimenté Duane Bobick dans son premier combat diffusé en direct sur ABC. Après avoir envoyé Bobick a terre au milieu du premier round, Tate l'accule dans les cordes et le frappe sans résistance, l'arbitre arrête le combat après 2 minutes 15. Il combat par la suite le boxeur sud-africain Kallie Knoetze le 2 juin 1979. Tate domine la recontre et l'arbitre arrête le combat au 8e round.

### Conquête et perte du titre
Le 20 octobre 1979, le titre de champion du monde poids lourds WBA laissé vacant par Mohamed Ali est mis en jeu entre John Tate et Gerrie Coetzee, invaincu en 22 combats. Tate part favori à 10 contre 7 et s'impose par décision unanime des juges, devenant champion du monde à l'âge 24 ans.
Le 31 mars 1980, il défend sa ceinture face à Mike Weaver. Le combat a lieu à Knoxville, la ville de résidence de Tate, qui part favori à 2 contre 1 et est activement soutenu par le public de la salle. Tate prend de l'avance sur les cartes des juges, et lorsque démarre la 15e et dernière reprise, Weaver sait qu'il doit l'emporter par KO. Une minute avant la fin du combat, un crochet gauche de ce dernier envoie Tate à terre qui tombe brutalement, perd le titre par KO et reste plus de deux minutes au sol avant d'être aidé pour se relever.

### Années suivant le titre
Le 20 juin 1980, Tate combat Trevor Berbick. Il démarre le combat avec énergie mais Berbick prend progressivement l'avantage. Dans le 9e round, Tate, fatigué, encaisse trois crochets dans les cordes, tente d'en sortir mais est poursuivi par Berbick qui l'envoie au tapis d'un nouveau crochet. Tate connaît la deuxième défaite de sa carrière. Il enchaine par la suite 10 victoires dont 6 par KO, jusqu'en août 1983. Il devait affronter Larry Holmes pour le titre de champion du monde en 1984, mais une blessure l'en empêchera. Il ne boxera plus pendant plusieurs années, prenant du poids et souffrant d'une addiction à la cocaïne.
Il remonte sur le ring le 17 avril 1986 pour une victoire par KO technique contre Steve Eisenbarth. Il  remonte sur le ring plus d'un an et demi plus tard, le 28 novembre 1987, alourdi de plus de 20 kilos. Il enchaîne trois victoires contre un boxeur débutant et deux boxeurs comptant plus de défaites que de victoires, avant de perdre par décision unanime contre Noel Quarless le 30 mars 1988. Il met fin à sa carrière à la suite de ce combat.

## Mort
Il meurt le 9 avril 1998 des suites de ses blessures à la suite d'un accident de voiture.